# 8424 Тосіцуміта
8424 Тосіцуміта (8424 Toshitsumita) — астероїд головного поясу, відкритий 1 лютого 1997 року.
Тіссеранів параметр щодо Юпітера — 3,498.
Названо на честь Тосі Цуміти (яп. とし・つみた тосі цуміта).